# Evergreen A-Klasse
Die Evergreen A-Klasse ist eine Baureihe von Containerschiffen der taiwanischen Reederei Evergreen Marine. Die Schiffe der Klasse gehören zu den größten Containerschiffen der Welt.

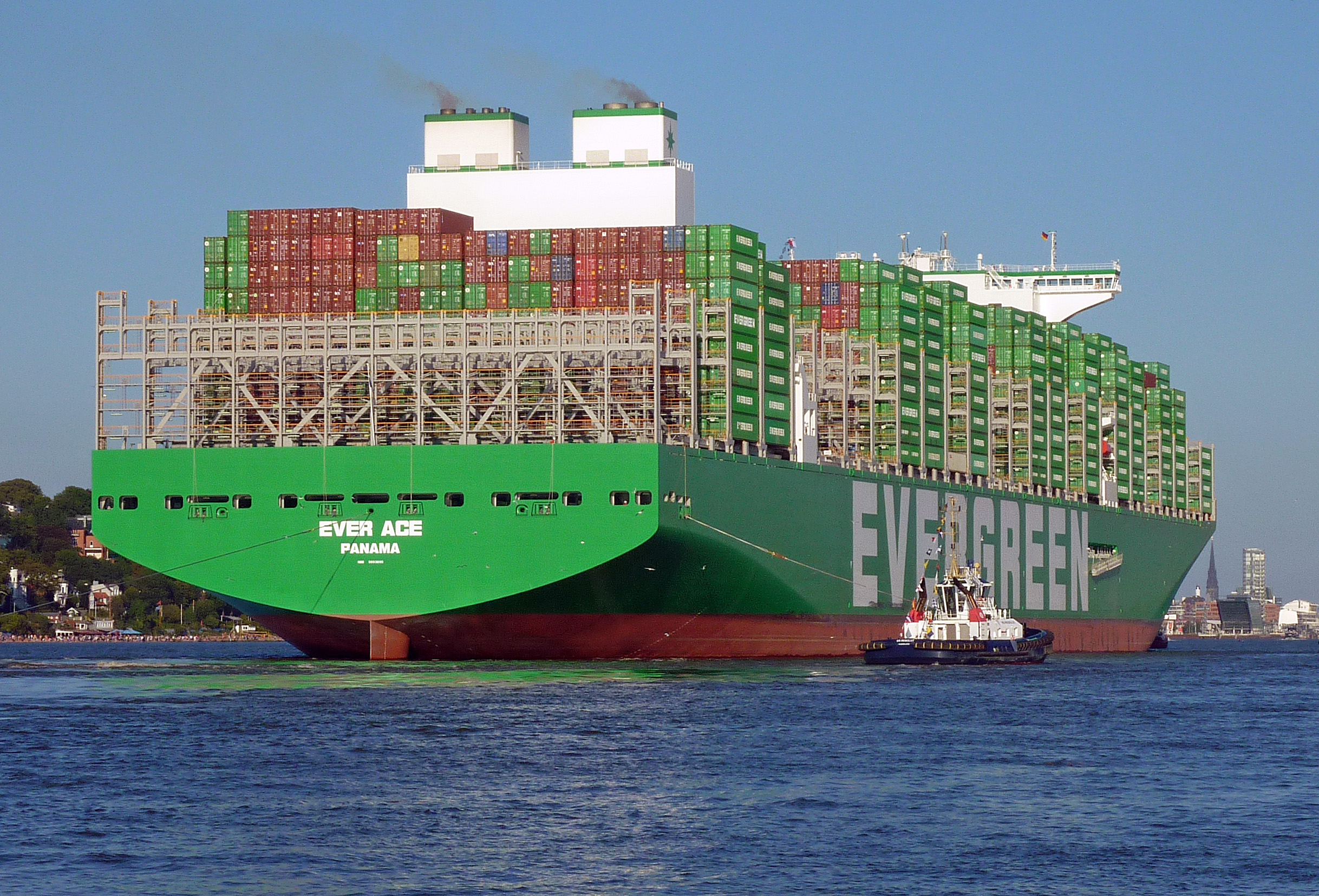
Heckansicht der Ever Ace 2021 in Hamburg

## Geschichte
Die Schiffe der Klasse werden auf der Werft Samsung Heavy Industries in Südkorea und zwei Werften in China gebaut. Geplant sind insgesamt 15 Schiffe dieser Klasse.
Die ersten beiden Schiffe der Baureihe (Ever Ace und Ever Act) wurden von der Noel Shipping Corp. und der Greencompass Marine S.A. in Auftrag gegeben und nach deren Ablieferung an Evergreen Marine verchartert.
Eingesetzt werden die jetzigen A-Klasse-Schiffe derzeit auf Diensten zwischen Fernost und Europa.

## Technische Daten
Schiffbaulich sind die Schiffe wie fast alle in Betrieb befindlichen ULCS-Baureihen ausgelegt. Das Deckshaus ist etwa am Ende des vorderen Schiffsdrittels angeordnet, was einen verbesserten Sichtstrahl und somit eine höhere vordere Decksbeladung ermöglicht, während Schornstein und Maschinenanlage im hinteren Drittel liegen. Vor dem Deckshaus sind sieben 40-Fuß-Bays, dahinter 13 Bays und hinter dem Maschinenaufbau vier weitere Bays angeordnet. Die Bunkertanks sind unterhalb des Aufbaus angeordnet; sie erfüllen die einschlägigen MARPOL-Vorschriften. Die Laderäume der Schiffe werden mit Pontonlukendeckeln verschlossen.
Die Schiffe werden von einem Zweitakt-Elfzylinder-Dieselmotor von WinGD mit 70.950 kW Leistung angetrieben. Die Geschwindigkeit der Schiffe beträgt rund 22 kn. Äußerlich auffällig ist der senkrechte vordere Steven-Abschluss, der unten in einen gar nicht (Samsung) beziehungsweise nur wenig (Jiangnan, Hudong Zhonghua) vorkragenden Wulstbug übergeht.

## Schiffe
Wie bei der Reederei seit längerem üblich, sind die Schiffsnamen aus dem Wort Ever und einem mit A, dem Bezeichner der Klasse, beginnenden Wort zusammengesetzt.
Das zweite Wort der in Korea gebauten Schiffe besteht aus drei Buchstaben, während das der China-Neubauten vier Buchstaben umfasst. 
| Bauname                                  | Bau- nummer                          | IMO- Nummer                          | Ablieferung                          | Status                               | Flagge                               | Eigentümer                           |
| Samsung Heavy Industries (23992 TEU)     | Samsung Heavy Industries (23992 TEU) | Samsung Heavy Industries (23992 TEU) | Samsung Heavy Industries (23992 TEU) | Samsung Heavy Industries (23992 TEU) | Samsung Heavy Industries (23992 TEU) | Samsung Heavy Industries (23992 TEU) |
| ---------------------------------------- | ------------------------------------ | ------------------------------------ | ------------------------------------ | ------------------------------------ | ------------------------------------ | ------------------------------------ |
| Ever Ace                                 | 2358                                 | 9893890                              | 28. Juli 2021                        | In Fahrt                             | Panama                               | GreenCompass Marine S.A.             |
| Ever Act                                 | 2359                                 | 9893905                              | 10. September 2021                   | In Fahrt                             | Panama                               | GreenCompass Marine S.A.             |
| Ever Aim                                 | 2360                                 | 9893917                              | 28. Oktober 2021                     | In Fahrt                             | Panama                               | GreenCompass Marine S.A.             |
| Ever Alp                                 | 2361                                 | 9893929                              | 9. Dezember 2021                     | In Fahrt                             | Panama                               | GreenCompass Marine S.A.             |
| Ever Arm                                 | 2362                                 | 9893931                              | 10. März 2022                        | In Fahrt                             | Taiwan                               | Evergreen Marine Corp. (Taiwan) Ltd. |
| Ever Art                                 | 2363                                 | 9893943                              | 19. Mai 2022                         | In Fahrt                             | Taiwan                               | Evergreen Marine Corp. (Taiwan) Ltd. |
| Jiangnan Shipyard (24004 TEU)            |                                      |                                      |                                      |                                      |                                      |                                      |
| Ever Apex                                | H2630                                | 9893979                              | 11. Juli 2022                        | In Fahrt                             | Singapur                             | Evergreen Marine (Asia) Pte. Ltd.    |
| Ever Atop                                | H2631                                | 9893993                              | 28. Oktober 2022                     | In Fahrt                             | Singapur                             | Evergreen Marine (Asia) Pte. Ltd.    |
|                                          |                                      |                                      |                                      | bestellt/im Bau                      |                                      | Evergreen Marine Corp. (Taiwan) Ltd. |
|                                          |                                      |                                      |                                      | bestellt/im Bau                      |                                      | Evergreen Marine Corp. (Taiwan) Ltd. |
| Hudong-Zhonghua Shipbuilding (24004 TEU) |                                      |                                      |                                      |                                      |                                      |                                      |
| Ever Alot                                | H1858A                               | 9893955                              | 22. Juni 2022                        | In Fahrt                             | Panama                               | GreenCompass Marine S.A.             |
| Ever Aria                                | H1859A                               | 9909132                              | 13. September 2022                   | in Fahrt                             | Panama                               | GreenCompass Marine S.A.             |
| Ever Acme                                | H1872A                               | 9943267                              | 29. Dezember 2022                    | in Fahrt                             | Singapur                             | Evergreen Marine (Asia) Pte Ltd.     |
| Ever Aeon                                | H1873A                               | 9943279                              | September 2024                       | in Fahrt                             | Singapur                             | Evergreen Marine (Asia) Pte Ltd.     |
| Ever Ally                                | H1878A                               | 9975791                              |                                      | bestellt/im Bau                      | Singapur                             | Evergreen Marine (Asia) Pte Ltd.     |